# Haquin Spegel
Haquin Spegel (nome completo Haquin Danielsson Spegel, alla nascita Håkan Spegel; Ronneby, 14 giugno 1645 – Uppsala, 17 aprile 1714) è stato un arcivescovo luterano svedese, arcivescovo di Uppsala dal 1711 fino alla sua morte.

## Biografia
Nel 1675 fu nominato cappellano di corte da Carlo XI di Svezia. Durante le guerre degli anni successivi, seguì il re e divenne un suo stretto confidente. Tenne un diario durante quel periodo, ed esso si dimostrò un utile strumento di ricerca storica.
Nel 1680 sposò Ulrica Eleonora e il sovrano. Trascorse i cinque anni successivi soprattutto sull'isola di Gotland come soprintendente della diocesi di Visby. Riuscì a scrivere, in questi anni, l'opera Rudera Gothlandica, che fu pubblicata nel 1901.
Nel 1685 divenne vescovo di Linköping. Nel 1693, poi, divenne vescovo di Skara, carica che mantenne fino al 1711, anno in fu nominato Arcivescovo di Uppsala, primate della Chiesa di Svezia. Morì tre anni dopo.